# Nèfle du Japon
Bibasse, Bibace
« Bibasse » redirige ici. Pour l’article homophone, voir BIBAS.
Ne doit pas être confondu avec Nèfle.

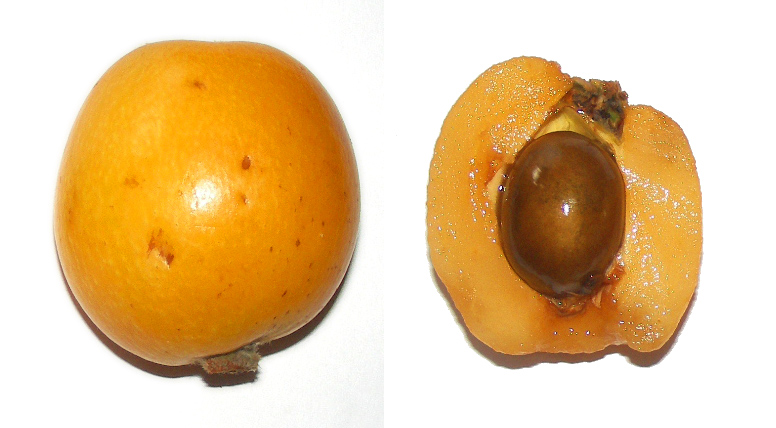
Nèfles du Japon.

La nèfle du Japon, nommée aussi bibace ou bibasse, est le fruit du néflier du Japon (Eriobotrya japonica).

## Description
Le néflier du Japon est originaire des forêts de l'Himalaya, et de l'est de l'Asie. Il fait partie de la  famille des Rosacées. Son port dressé et ses grandes feuilles vert foncé très coriaces, aux nervures très marquées, en font un arbuste ornemental recherché, tant au jardin qu'en bac. Ses fleurs, de forme pyramidale, exhalent un parfum d'amande.
La nèfle du Japon est un fruit charnu de taille moyenne, de 3 à 7 cm de long, de forme générale ovoïde, à peau lisse, légèrement duvetée, un peu résistante, de couleur jaune orangé à maturité. La chair est très juteuse, fraîche, de saveur légèrement acidulée et de couleur variant du blanc à l'orangé. Sur le plan botanique c'est une baie.
Elle contient généralement 1 à 4 pépins assez volumineux, peu nombreux,, du fait de l'avortement de certains ovules. Ces pépins contiennent de l'acide cyanhydrique.
Les nèfles du Japon arrivent à maturité au printemps. Les arbres fleurissant en hiver, la maturation intervient au printemps plus ou moins tôt. En mars-avril au Maghreb, en mai-juin dans le sud de la France.

Évolution de la nèfle du Japon
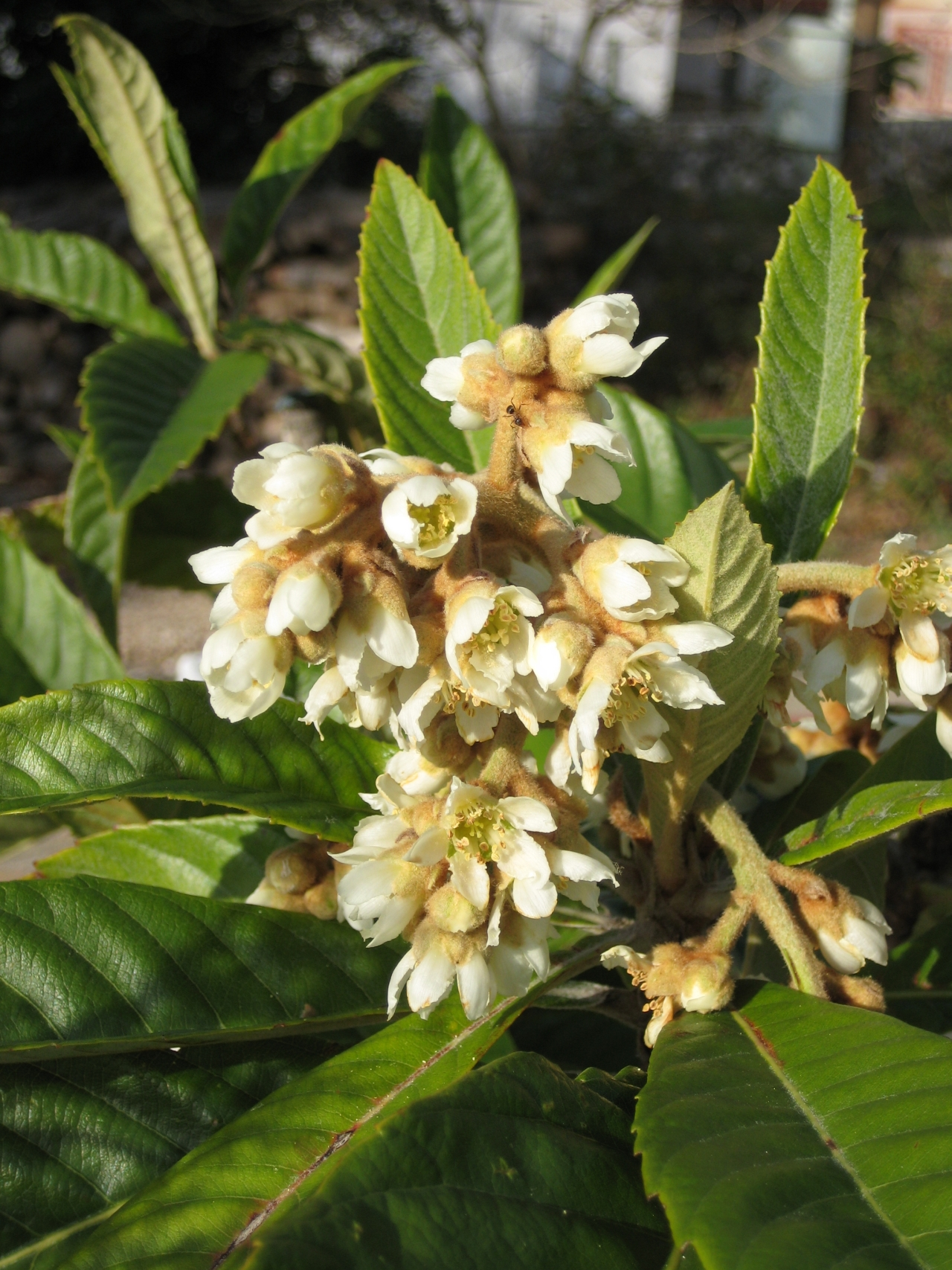
Floraison sur l'arbre.
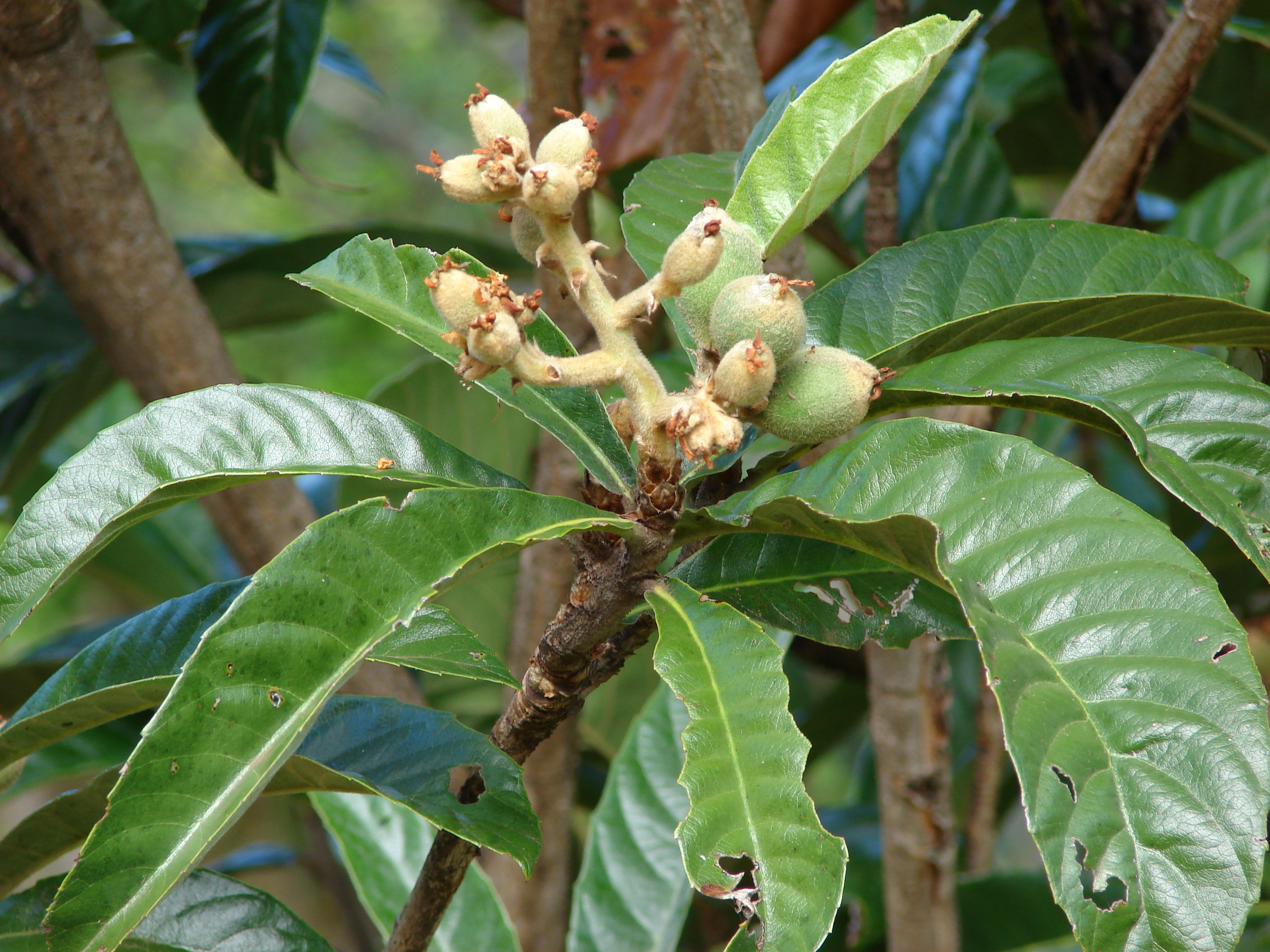
Début de la fructification.
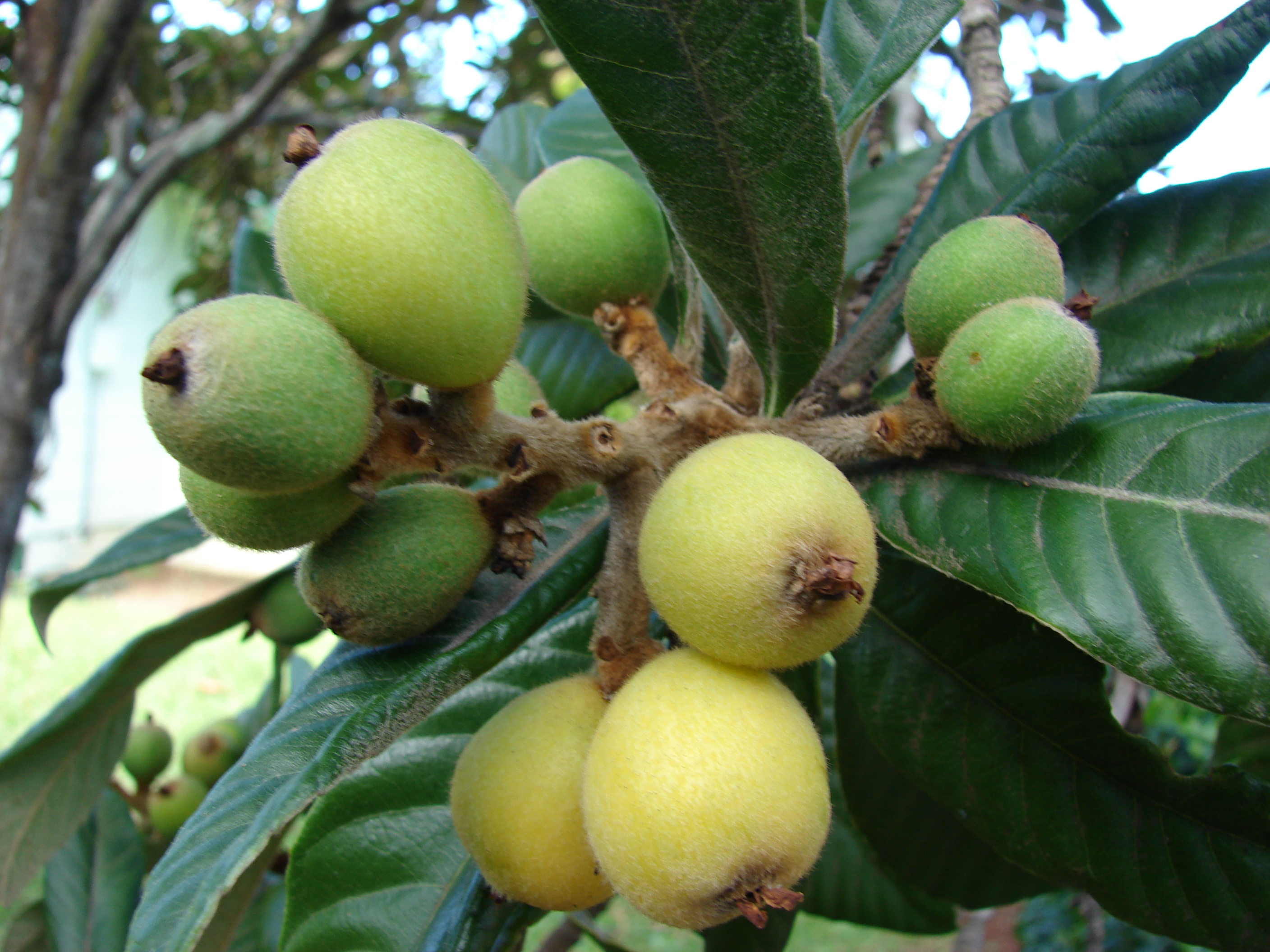
Fruits en cours de maturation.
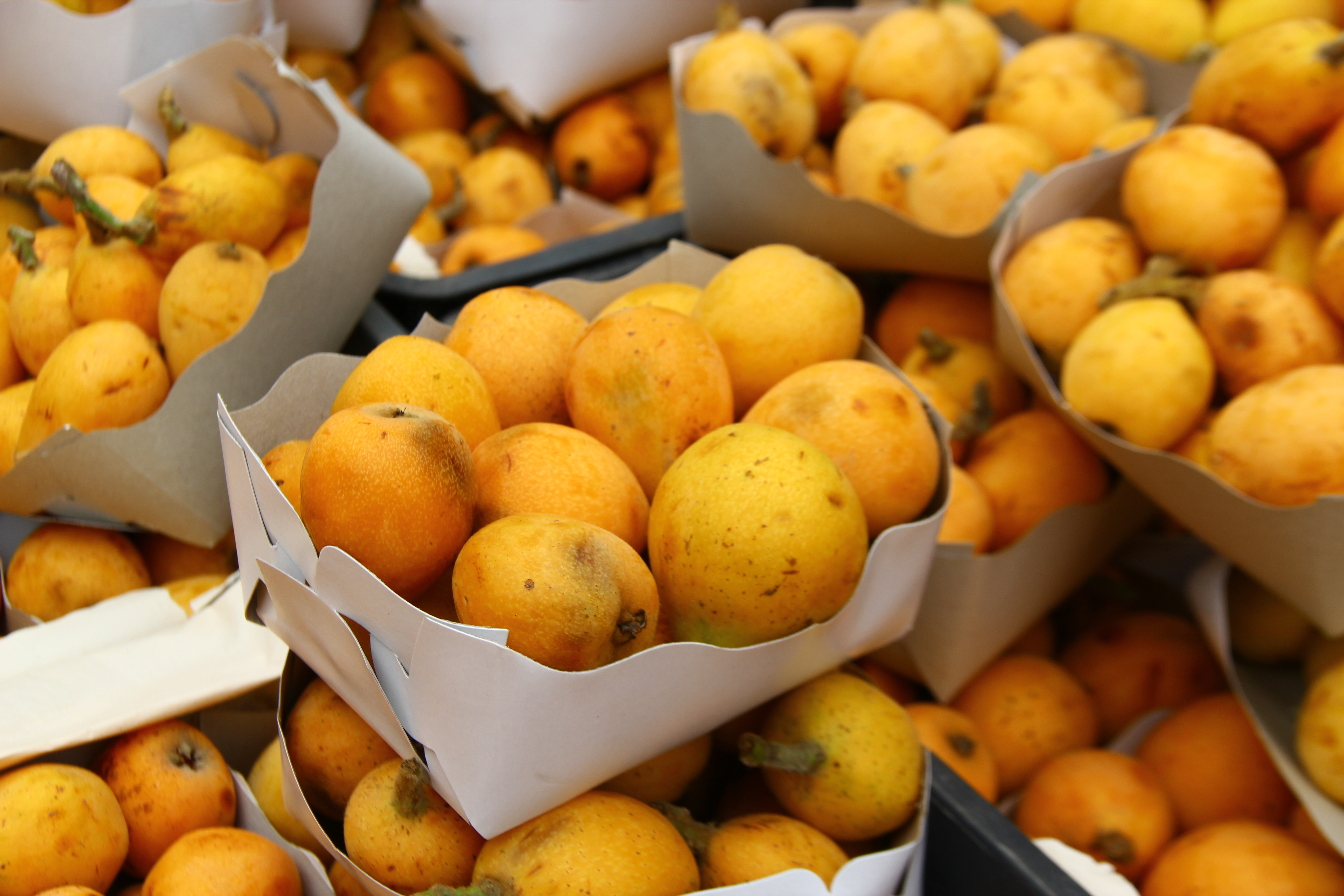
Fruits mûrs à l'étalage.
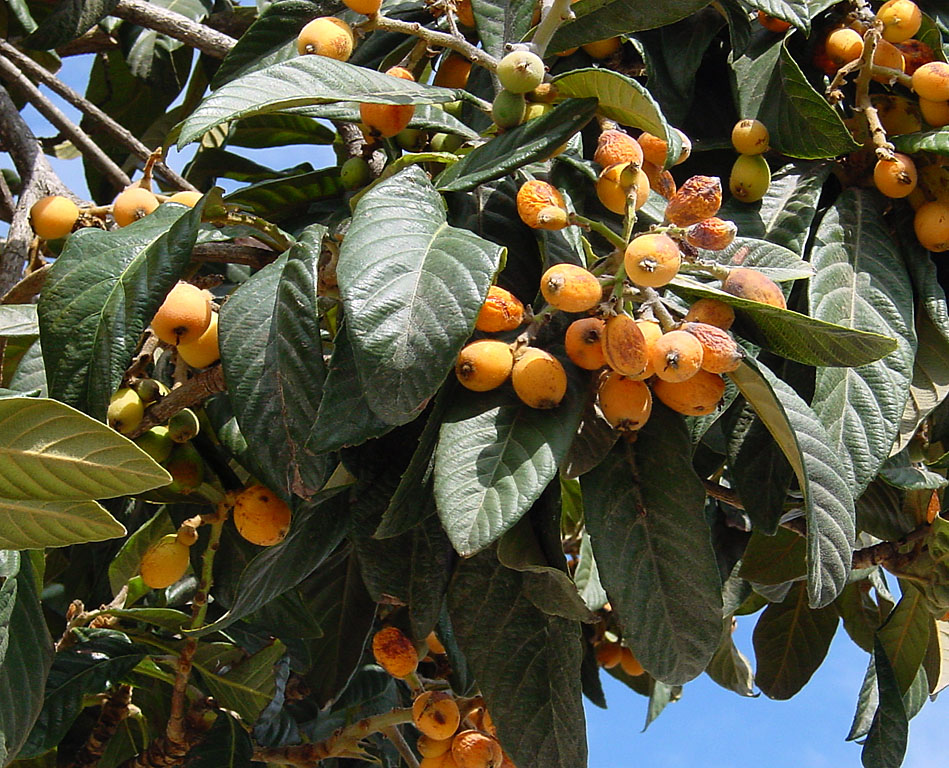
Fruits à tous les stades de maturation.

## Utilisation

### Le fruit
Comestible et riche en calcium et vitamines, il se consomme frais et bien mûr (avant maturité, il est très âpre). Cuisiné, on en fait des compotes, ou il entre dans la composition des salade de fruits. On peut également l'utiliser pour préparer des pâtisseries ou des confitures.
Les Mauriciens se servent des bibasses pour préparer les achards. Dans ce cas, il ne faut pas les utiliser trop mûrs. À la Réunion, elles sont employées pour faire de la confiture, de la gelée, du rhum arrangé ou du punch.

### Composition nutritionnelle
| Nèfle du Japon (valeur nutritive pour 100 g) |                              |                            |                        |
| eau : 87 %                                   | matières azotées : ?? %      | mat. hydrocarbonées : ?? % | cendres totales : ?? g |
| fibres : ?? g                                | valeur énergétique : 47 kcal |                            |                        |
| protéines: 0,43 g                            | lipides: 0,2 g               | glucides: 12,1 g           | sucres simples : ?? g  |
| Sels minéraux & oligo-éléments               |                              |                            |                        |
| potassium : 266 mg                           | phosphore : 27 mg            | calcium : 16 mg            | magnésium : 13 mg      |
| sodium : 1 mg                                | fer : 0,28 mg                | zinc : 50 µg               | cuivre : 40 µg         |
| manganèse : 148 µg                           | sélénium : 0,6 µg            |                            |                        |
| vitamines                                    |                              |                            |                        |
| vitamine C : 1 mg                            | vitamine B1 : 19 µg          | vitamine B2 : 24 µg        | B3/PP/Niacine : 180 µg |
| vitamine B5 : ?? µg                          | vitamine B6 : ?? µg          | vitamine B9 : ?? µg        | vitamine B12 : ?? µg   |
| vitamine A : ?? µg                           | rétinol : ?? µg              | vitamine E : ?? µg         | vitamine K : ?? µg     |
| acides gras                                  |                              |                            |                        |
| saturés : 0,04 g                             | mono-insaturés : 0,008 g     | poly-insaturés : 0,091 g   | cholestérol : 0 mg     |

### Les pépins
Comme les autres pépins de fruits des Rosaceae, ces pépins doivent leur amertume à l'amygdaline (hétéroside cyanogénétique) dont la toxicité est élevée avec une concentration toxique établie à des seuils relativement faibles qui lui vaut d'être classé comme « très toxique pouvant être mortel » par l'université de Californie à Davis.
Certaines préparations de rhum arrangé (le rhum-bibasse), utilisent ces pépins en petite quantité. Grillés ils seraient en outre un substitut au café. Aussi les emploie-t-on pour faire des liqueurs ou des gelées amères . De plus, des propriétés pharmacologiques ont été démontrées chez le rat : anti glycémiques, limite du stress oxydatif rénal dû à l'adriamycine.

## Les noms des nèfles et de leurs cousines
Outre  bibace ou bibasse , ou « faux néflier » de nombreux  autres noms communs sont employés suivant les régions du monde :
À Madagascar, on appelle ce fruit pibasy ou bibasy. 
Sur l'île de La Réunion, on l'appelle bibasse.
En Grèce, il s'appelle mousmoulo (μούσμουλο). 
Au Liban, on l’appelle akidéné.